# فرانك إل. فرازير
فرانك إل. فرازير (بالإنجليزية: Frank L. Fraser)‏ هو فلاح وسياسي أمريكي، ولد في 29 يوليو 1835، وتوفي في 29 سبتمبر 1854. حزبياً، نشط في الحزب الجمهوري. وقد انتخب عضو جمعية ولاية ويسكونسن.